# تدهور المراعي

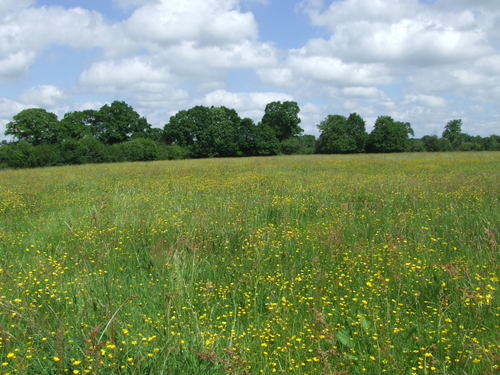
الأراضي العشبية شبه الطبيعية في أوروبا.

تدهور المراعي، والذي يُطلق عليه أيضًا تدهور الغطاء النباتي أو تدهور السهوب هواضطراب حيوي يكافح فيه العشب للنمو أو لم يعد بإمكانه البقاء على قطعة من الأرض لأسباب مثل الرعي الجائر، ونقب الثدييات الصغيرة، وتغير المناخ. منذ 1970s،  وقد لوحظ أن يؤثر على السهول والهضاب والمروج التندرا أو المراعي، وأبرزها يجري في الفلبين وفي التبت ومنغوليا الداخلية منطقة الصين حيث 2460 كم2 من المراعي هو المتدهورة في كل عام. في جميع أنحاء العالم يقدر أن 23% من الأراضي المتدهورة. قد يستغرق الأمر سنوات وأحيانا عقود، اعتمادا على ما يحدث في تلك القطعة من الأرض، لفترة من المراعي إلى تدهور. عملية بطيئة وتدريجية ولكن في نفس الوقت حتى يتم استعادة المراعي المتدهورة. في البداية فقط بقع العشب يبدو أن يموت وتظهر البني في الطبيعة، ولكن تدهور العملية، إن لم تعالج، يمكن أن تنتشر إلى تهلك العديد من فدان من الأراضي، والتي في معظم الحالات الشديدة هو مجرد العارية، التربة السوداء مجردة من أي فائدة. ونتيجة لذلك، فإن وتيرة الانهيارات الأرضية والعواصف الترابية يزيد؛ المتدهورة في الأراضي الأقل خصوبة الأرض لا يمكن أن تسفر عن أي إنتاج ولا يمكن أن الحيوانات ترعى في هذه الميادين لفترة أطول، انخفاضا كبيرا في التنوع النباتي في هذه النظم الإيكولوجية؛ المزيد من الكربون والنيتروجين هي التي تطلق في الغلاف الجوي. هذه النتائج يمكن أن يكون لها آثار خطيرة على البشر مثل وتشريد الرعاة من المجتمع؛ انخفاض في الخضروات والفواكه واللحوم التي يتم بانتظام المكتسبة من هذه الحقول؛ تحفيز تأثير على ظاهرة الاحتباس الحراري.

## الأسباب

### الرعي الجائر
يُعتقد أن تدهور الأراضي العشبية يُعزى بشكل أساسي إلى الرعي الجائر. يحدث هذا الحادث المؤسف عندما تستهلك الحيوانات العشب بمعدل أسرع مما يمكن أن ينمو مرة أخرى. أصبح الرعي الجائر أكثر وضوحًا مؤخرًا بسبب الزيادة في التحضر، مما يقلل من مساحة الأراضي الزراعية المتاحة. مع هذه الأراضي الأصغر حجمًا، يحاول المزارعون تعظيم مساحتهم وأرباحهم من خلال تعبئة أراضيهم بالحيوانات. النقطة الأخرى التي تأتي مع الكثافة العالية للحيوانات المملوكة هي أن المزارعين بحاجة إلى أن يكونوا قادرين على إعالتها في أشهر الشتاء؛ لذلك يجب عليهم جمع الكثير من الحشائش، لأن الشتاء غالبًا ما يكون قاسياً وطويلاً في مروج جبال الألب. نتيجة لذلك، لا يُمنح العشب فرصة للنمو مرة أخرى بسبب الاستهلاك السريع للعشب أو الدوس المستمر لأقدام هذه الحيوانات. يشجع هذا القمع الأخير أيضًا الفئران والحشرات على العيش هنا، وكلاهما يمنع نمو العشب.

### الثدييات الصغيرة
أدت الزيادة في بعض أعداد الحيوانات الصغيرة إلى تدهور بعض المراعي. وتشمل هذه الحيوانات حيوانات الغرير في الهيمالايا، وفول براندة وهضبة الهضبة، وهضبة بيكا وزكور. إنهم يدمرون هذه البيئة بشكل رئيسي من خلال حفرهم في الأرض وقضم العشب والنباتات الأخرى. يشجع هذان الإجراءان على تآكل التربة ويجعلان من الصعب على النباتات أن تثبت نفسها بقوة في هذه الأرض الفقيرة. ومن ثم فإن العشب يمر بوقت أصعب في النمو وتصبح الأرض مغطاة بالعشب. ومع ذلك، هناك من لا يعتقد أن هذه الحيوانات تساهم في تدهور الأراضي العشبية. وهم يدّعون أن مثل هذا الحفر يساعد في إعادة تدوير المغذيات في التربة وأن الزيادة في عدد السكان طبيعية فقط لأن مستويات الرعي في هذه المناطق قد ارتفعت أيضًا.

### تغير المناخ
كان لتغير المناخ دور ملحوظ في تدهور الأراضي العشبية، لخصائصها ليست مناسبة لنمو العشب. إن الزيادة في متوسط درجات الحرارة في المناطق تجعلها أقل ملاءمة لنمو العشب بسبب التبخر السريع للمياه التي كان يستخدمها العشب سابقًا. علاوة على ذلك، لا تشجع فترات هطول الأمطار الشديدة ولا فترات الجفاف، وكلاهما يصبح أكثر انتشارًا مع تغير المناخ، على نمو العشب. إنه ضار بشكل خاص عندما تكون أوقات الجفاف خلال موسم النمو، كما هو الحال بالقرب من نهر اليانغ سي والنهر الأصفر في الصين. بالإضافة إلى ذلك، نظرًا لأن مناطق جبال الألب، حيث يحدث التدهور عادةً، تكون عادةً ذات ارتفاعات عالية، فهي تتأثر بسهولة أكبر بالمناخ وتغيراته. ومع ذلك، فإن بعض العلماء يشطبون تغير المناخ كسبب غير مهم للتدهور.
يؤدي تغير المناخ، ولا سيما الظروف الأكثر دفئًا وجفافًا، إلى توفير الظروف المناسبة لغزو أنواع العشب غير الأصلية.

### تدخل بشري
تلعب العوامل البشرية أيضًا دورًا في اضطراب الأراضي العشبية. لقد ثبت أن التدهور يظهر عندما ينتقل البشر إلى هذه المناطق لبناء الطرق أو المستوطنات على سبيل المثال. تقلل الطرق من المساحة التي يمكن أن ينمو فيها العشب بنجاح؛ وقد ثبت أن المستوطنات التي شيدها الرعاة هي الأكثر ضررًا للأراضي العشبية، حيث تصاحبها حيواناتهم التي تضر المنطقة بشكل أكبر. أيضًا عندما يحول البشر الأراضي العشبية الطبيعية إلى أراضٍ زراعية، فإنهم غالبًا ما يزرعونها بقسوة عن طريق زراعة نفس المحاصيل بشكل متكرر عامًا بعد عام، ومن خلال الاضطرار إلى القيام بذلك، تنخفض جودة التربة عندما تمتص هذه المحاصيل العناصر الغذائية من الأرض. عندما ينتهي المزارع أخيرًا من الأرض، يكون العشب في حالة سيئة للغاية لينمو. سبب آخر لتدهور الإنسان هو إزالة الغابات. عندما يتم هدم هذه الأشجار وإزالتها، تفتقر التربة إلى نظام الجذر القوي الذي ساهمت به الأشجار سابقًا؛ لذلك، فإن التربة مقلوبة، ولا يمكنها دعم الحياة النباتية أيضًا، وهي أكثر عرضة للانهيارات الأرضية. كما ساهم جمع النباتات الطبية، خاصة في الصين، إلى حد ما في تدهور الأراضي العشبية، لكن هذه الممارسة لم تعد تتم بشكل متكرر.

## درجات الشدة
هناك ثلاث درجات رئيسية من الأراضي العشبية المتدهورة. من أجل تناقص التردد، فهي أراضي عشبية خفيفة ومتوسطة وشديدة التدهور. هذه المراحل متتالية، لذا لا يمكن أن تتدهور أي أرض عشبية بشكل كبير دون أن تكون في البداية متدهورة بشكل طفيف ومعتدل وما إلى ذلك. الأراضي العشبية المتدهورة بشكل طفيف هي الأقل فعالية من بين الثلاثة وتتميز ببقع من الحشائش الميتة أو بدون عشب، منتشرة بشكل متقطع في جميع أنحاء الأرض. يبدأ التنوع النباتي والحيواني في التناقص ولكنه يصبح واضحًا حقًا في الأراضي العشبية المتدهورة بشكل معتدل، حيث تزداد بقع العشب الميت من حيث الحجم والعدد. خلال هذه المرحلة أيضًا، تبدأ الآفات، سواء كانت الفئران أو الحشرات أو حيوانات المراعي الأخرى، في إزعاج البيئة عن طريق إتلاف التربة، على سبيل المثال، من خلال الاستخراج من مغذيات التربة الحيوية لرفاهية النبات أو عن طريق الإضرار بالنباتات نفسها. . المراعي الأكثر تضرراً هي تلك التي تدهورت بشدة والتي يمكن التعرف عليها من خلال الامتداد الواسع للأعشاب الميتة، وهي نوعية تجعل هذه الأرض غير صالحة للزراعة ولا مناسبة للماشية. ومن ثم فمن المنطقي أن التنوع الحيواني والنباتي منخفض للغاية. النباتات القليلة التي تعيش في هذه المنطقة سامة تمامًا وتصد أي حيوانات أو نباتات من المحتمل أن تحاول العودة إليها.
يتم إعطاء بعض الأسماء المحددة للأراضي العشبية المتدهورة للغاية والتي تضررت بشكل خاص. الهي توتان هو مصطلح يشير ببساطة إلى الأراضي العشبية المتدهورة بشدة. المصطلح الأكثر شيوعًا والأكثر تطرفًا لوصف الأراضي العشبية المتدهورة هو «الشاطئ الأسود» أو «الأرض ذات التربة السوداء»، وهو بالضبط ما يبدو عليه: أرض ليس بها أي شيء سوى تربة سوداء غير صالحة للاستعمال تمتد من 10 إلى 15 سم تحت الأرض مستوى. في فصلي الشتاء والخريف، تكون هذه الأرض خالية من أي نباتات على الإطلاق؛ لكن في الصيف والربيع، يسكنها على الأقل الأعشاب السامة.

## الآثار
هناك العديد من النتائج الناجمة عن تدهور الأراضي العشبية. اثنان من النتائج الأكثر منطقية هما انخفاض الأراضي الصالحة للزراعة وانخفاض كمية المحاصيل المحصودة. هاتان النتيجتان المتماثلتان تؤديان بطريقة ما إلى مزيد من التدهور في أن المزارعين، الذين يرون الآن أراضيهم عديمة الفائدة، ينتقلون ربما إلى قطعة أرض أصغر، لأن هذا هو كل ما يستطيعون تحمله من أموال، بعد الاضطرار إلى التنازل عن ممتلكاتهم السابقة. ومن ثم، فإن قطع الأراضي الصغيرة أسهل في الرعي الجائر والعمل على الإرهاق. أيضًا، تميل أعداد الماشية إلى الانخفاض مع تدهور الأراضي العشبية، ويرجع ذلك أساسًا إلى قلة الحشائش المتاحة للعلف.
إلى جانب الإنتاجية البشرية للأراضي، ينخفض أيضًا التنوع البيولوجي للأراضي المتدهورة، كما ذكر سابقًا. مع وجود تنوع بيولوجي أقل، يكون هذا النظام البيئي أقل قابلية للتكيف عندما تضربه الكوارث. لديه مخزون غذائي متاح أصغر، من حيث النباتات، للحيوانات، التي قد تموت بعد ذلك أو قد تنتقل على الأرجح. والدليل على هذا الانخفاض هو أن 15-20% من أنواع هضبة التبت تعتبر الآن مهددة بالانقراض. والآن بسبب غياب هذا الحيوان والنبات، فإن جودة التربة في هذه الأراضي المتدهورة رديئة للغاية. لا يحتوي على العناصر الغذائية الضرورية، مثل الماء والنيتروجين والكربون، الضرورية إما لدعم الحياة أو إعادة الحياة إلى تلك الأرض. نتيجة لخسارة الكربون والنيتروجين في هضبة التبت، فقد 8033 دولارًا للهكتار و 13.315 دولارًا للهكتار على التوالي من الناحية الاقتصادية. يزداد ضعف التربة بسبب العواصف الترابية التي يزداد تواترها بسبب التدهور. يصبح تآكل التربة مشكلة أكبر، حيث لم يعد هناك العديد من النباتات التي يمكن تثبيتها في التربة. في المقاطعة الشمالية الصينية وحدها، يتأثر 400 مليون كل عام مع 54 مليار يوان من الخسائر الاقتصادية السنوية بسبب تدهور الأراضي العشبية.

## طرق استعادة المراعي
بعد أن أثرت بشكل كبير على العديد من المناطق، تم إجراء بعض محاولات الاستعادة. بشكل عام، على الرغم من ذلك، يستغرق الأمر بعض الوقت للطرق المزروعة لاستعادة الأراضي العشبية المتدهورة بالكامل. أيضًا، هناك طرق معينة يجب مواجهة تدهور الأراضي، اعتمادًا على شدتها. للمنطقة المتدهورة بشكل طفيف، أو تسييج، أو تسميد، أو إزالة الأعشاب الضارة. يسمح تسييج منطقة ما بتأجيل قطعة الأرض من الرعي حتى تصل إلى حالتها الطبيعية والصحية، حيث لا توجد بقع من العشب الميت. كلما تمت معالجة المشكلة في وقت مبكر، كان من الأسهل استعادة قطعة الأرض تلك. في بعض الحالات، يمكن أن يستمر الرعي طالما قلت شدته ومراقبة الوضع. على سبيل المثال، هناك طريقة بسيطة مثل الحقول الدورية التي ترعى فيها الحيوانات والتي تعتبر فعالة. يجب بذل المزيد من الجهود المنظمة لمكافحة الأراضي العشبية المتدهورة بشكل معتدل. وتشمل هذه الإجراءات إعادة البذر ومكافحة القوارض، والتي لا تهدف إلى القضاء على تلك التجمعات وإنما إدارتها حتى لا تزيد من تدهور الأرض. يمكن أن تكون مكافحة القوارض على شكل إطلاق نار أو تعقيم أو تسميم القوارض. يجب أن يكون للسم المعطى سمية منخفضة حتى لا يتسبب في مزيد من الضرر للحيوانات أو النباتات الأخرى؛ سم شائع يعمل بشكل جيد هو توكسين البتوليين سي.
بالنسبة لقطع الأراضي شديدة التدهور، فإن زراعة الأراضي العشبية شبه الاصطناعية هي مصطلح شامل يستخدم لمعالجة هذا النوع من الاستعادة. ويشمل مكافحة الحشائش، والتسميد، وإعادة البذر، ومكافحة القوارض، والخدش. نظرًا لتعدد الأعشاب الضارة في الأراضي العشبية المتدهورة للغاية ولأنها تمتص الكثير من العناصر الغذائية من التربة، فمن المهم القضاء عليها قدر الإمكان ؛ ويتم ذلك بنجاح كبير بواسطة حلول مبيدات الأعشاب. تعمل المراعي شبه الاصطناعية بشكل أفضل عندما تحتوي الأراضي شديدة التدهور على 30 % أو أكثر من النباتات. بالنسبة للأراضي المتدهورة التي هي أسوأ حالًا، وبالتالي تندرج عادةً ضمن فئة التربة السوداء أو أراضي هي توتان العشبية المتدهورة بشدة، فإن الأراضي العشبية الاصطناعية مطلوبة وتستلزم مكافحة الأعشاب والقوارض والحرث والبذر والتسميد. تنجح هاتان الطريقتان في استعادة الحياة النباتية إلى حد ما ولكنهما مكلفتان أيضًا إلى حد ما. لهذا السبب، يجب إجراء البحث للتنبؤ بما إذا كانت هذه الطريقة ستنجح، على سبيل المثال، من خلال تحديد ما إذا كانت هذه البذور ستزدهر في تلك البيئة. بمجرد تقليص مساحة من الأرض، على سبيل المثال، من تدهور شديد إلى تدهور معتدل، يجب أن تتغير طرق استعادتها أيضًا.